# UDFj-39546284

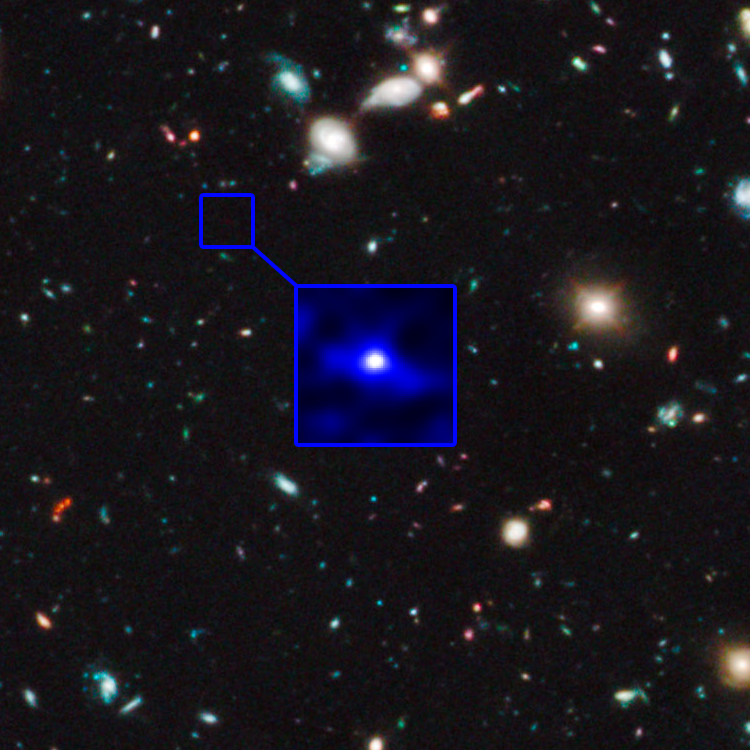
UDFj-39546284.

UDFj-39546284, également connue sous le nom de HUDF09, serait l'une des plus vieilles galaxies observées par un télescope. Située dans la constellation du Fourneau, son âge est estimé à 13,2 milliards d'années. En janvier 2011, elle est considérée comme étant la galaxie la plus vieille jamais observée, bien que cette information ne soit pas encore confirmée spectroscopiquement, et soulève certains doutes dans la communauté scientifique. Elle a été détrônée en 2013 par z8 GND 5296.

## Désignation
La désignation de la galaxie suit le format UDFa-SSssMSSs où :
- le sigle "UDF" désigne le champ ultra-profond de Hubble (Hubble Ultra-Deep Field, en anglais) ;
- la lettre a désigne la bande dont laquelle la galaxie a été détectée, avec :
  - a = j pour la bande J125 ;
  - a = y pour la bande Y105 ;
- 03h 32m SS,sss et −27° 4M′ SS,s″ sont respectivement l'ascension droite et déclinaison de l'objet (coordonnées équatoriales à l'époque standard J2000).

UDFj-39546284 signifie ainsi qu'il s'agit d'une galaxie du champ profond de Hubble qui y a été détectée, dans la bande J125, à 03h 32m 39,54s d'ascension droite et −27° 46′ 28,4″ de déclinaison.
Dans son Exoconférence, Alexandre Astier tourne en dérision la désignation d'UDFj-39546284 en soulignant son caractère ésotérique et son manque de poésie vis-à-vis du fait qu'il s'agisse d'un objet très particulier (l'une des plus vieilles galaxies connues) et par rapport à d'autres objets célestes (Andromède, Bételgeuse, ...).

## Autre désignation
UDFj-39546284, est connue également, depuis 2022, sous deux autre noms, JADES-GS+53.16476-27.77463 et JADES-GS-z11-0.
Dans le cadre du programme d'étude JWST Advanced Deep Extragalactic Survey (JADES), elle a été observée par le télescope spatial James Webb (JWST). 
Les observations spectroscopiques effectuées par l'instrument NIRSpec du JWST en octobre 2022 ont confirmé le décalage vers le rouge de la galaxie à z = 11,58, sous le nom de JADES-GS-z11-0 . Son décalage spectral a depuis été précisé par l'étude de Kevin N. Hainline et al. de 2024 et fixé à z = 11,122.